# Antonio Got
Antonio Got Insausti (San Sebastián, 1878-Madrid, 1939) fue un militar, dibujante, pintor y corresponsal español.

## Biografía

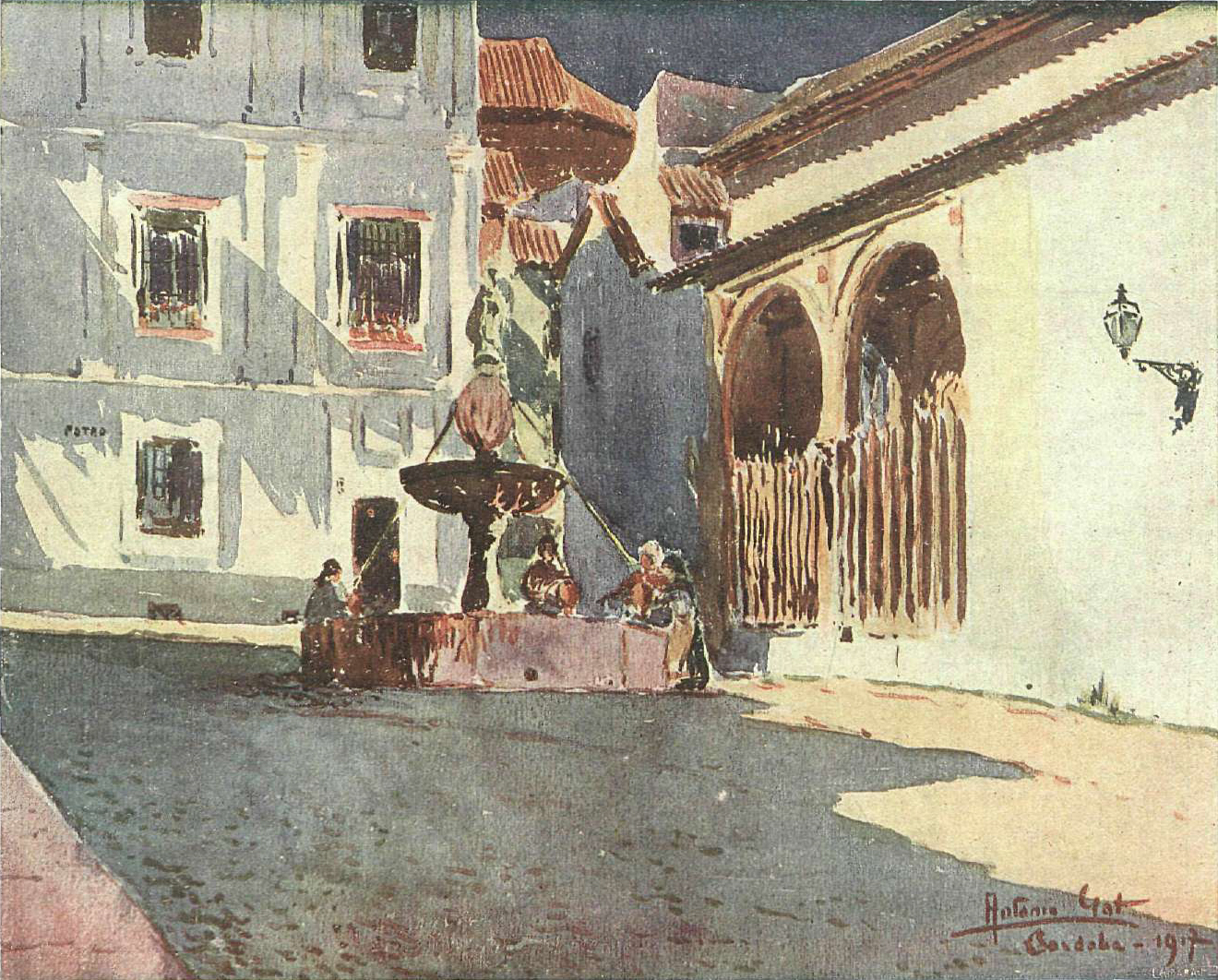
Ilustración de Got de la fuente del Potro de Córdoba fechada en 1917

Nació en San Sebastián el 28 de agosto de 1878, tuvo actividad en el norte de África durante el primer tercio del siglo XX. Actuó como periodista corresponsal en esta zona. Got, que trabó amistad con Juan Luis Beigbeder, con quien colaboró en textos sobre la ciudad de Tetuán, falleció el 25 de agosto de 1938, o en 1939, según la fuente, al parecer en Madrid.
Colaboró en publicaciones periódicas como Ceuta, África Española, Revista de Tropas Coloniales, El Telegrama del Rif y África. En 2015 tuvo lugar en el Instituto Cervantes de Tetuán una exposición de acuarelas suyas.